# هورایزن ونچرز
هورایزن ونچرز (انگلیسی: Horizons Ventures) شرکت سرمایه‌گذاری هنگ کنگی است، که در سال ۲۰۰۸ تأسیس شد.